# يو إف سي على إي إس بي إن: هول ضد ستريكلاند
يو إف سي على إي إس بي إن: هول ضد ستريكلاند (بالإنجليزية: UFC on ESPN: Hall vs. Strickland)‏ هو حدث لفنون القتال المختلطة نظمته يو إف سي، أُقيم في 31 يوليو 2021، على يو إف سي أبيكس في إنتربرايز، نيفادا، وهي جزء من منطقة لاس فيغاس الحضرية، الولايات المتحدة.